# Georg Köbler
Georg Köbler (* 21. September 1929; † 16. Juni 2022 in Penzberg) war ein deutscher Fußballspieler, der von 1955 bis 1961 als Abwehrspieler des TSV 1860 München in der Fußball-Oberliga Süd 106 Spiele absolvierte und dabei drei Tore erzielte. Zusätzlich hat er bei den „Löwen“ in drei Runden in der 2. Liga Süd weitere 82 Ligaspiele mit 15 Toren bestritten und dabei in den Jahren 1955 und 1957 die Meisterschaft und damit die Rückkehr in die Oberliga Süd errungen.

## Laufbahn
Mit seinem Heimatverein FC Penzberg gewann Köbler in der Saison 1952/53 die Meisterschaft in der 2. Amateurliga und erreichte in der Aufstiegsrunde den Aufstieg in die Bayernliga. Penzberg musste aber ohne Köbler die Herausforderung in der höchsten bayerischen Amateurklasse bestreiten, denn Köbler nahm von 1860 München ein Angebot zur Saison 1953/54 an und wechselte zu den „Löwen“ in die 2. Liga Süd.
Mit dem Oberligaabsteiger belegte er 1953/54 den 4. Rang. Im zweiten Anlauf, 1954/55, errang er unter dem zurückgekehrten Trainer Max Schäfer und an der Seite des 24-fachen Torschützen Kurt Mondschein den Titelgewinn in der 2. Liga Süd und damit die Rückkehr in die Oberliga Süd. Die Qualität reichte in der süddeutschen Erstklassigkeit 1955/56 aber nicht aus, mit 3:27 Auswärtspunkten waren die Sechziger nicht konkurrenzfähig und stiegen umgehend mit 19:41 Punkten wieder in die 2. Liga ab. Köbler war in 25 Ligaspielen in der Verteidigung aufgelaufen. Das erste Oberligaspiel absolvierte er am 1. Rundenspieltag, den 27. August 1955, bei einer 0:3-Auswärtsniederlage bei Eintracht Frankfurt. Er bildete vor Torhüter Werner Pilz mit Adolf Hasenstab, Filip Lesjak, Fritz Sommer und Ferdinand Börstler die Abwehr der Blau-Weißen.
Es glückte in der Saison 1956/57 in der 2. Liga Süd unter dem neuen Trainer Hans Hipp der sofortige Titelgewinn und damit die Rückkehr in die Oberliga Süd. Danach folgten vier Jahre in der süddeutschen Erstklassigkeit, in denen der 4. Rang 1959/60 die beste Platzierung darstellte.
Im letzten Trainerjahr von Hans Hipp, 1960/61, kamen die „Löwen“ auf dem 6. Rang ins Ziel. Verteidigerveteran Köbler hatte nochmals in elf Oberligaspielen mitgewirkt und den außergewöhnlichen Einstand des neuen Torjägers Rudolf Brunnenmeier (23 Tore, zuvor SC Olching) erlebt. Sein letztes Oberligaspiel bestritt er am 29. Januar 1961 beim Lokalderby gegen den FC Bayern. Bei der deftigen 2:6-Niederlage dirigierte er als Mittelläufer die Abwehr und das Verteidigerpaar wurde von Manfred Wagner und Martin Pfanzelt besetzt. Ab der Saison 1961/62 übernahm Max Merkel das Traineramt bei den Blau-Weißen und Köbler beendete seine Laufbahn als Vertragsfußballer.
Köbler wird in der Statistik für die „Löwen“ mit 106 Oberligaeinsätzen (3 Tore) und 82 Zweitligaspielen mit 15 Toren geführt.